# Aegiridae
Aegiridae P. Fischer, 1883 è una famiglia di molluschi nudibranchi della superfamiglia Onchidoridoidea.

## Tassonomia
La famiglia comprende i seguenti generi:
- Aegires Lovén, 1844
- Notodoris Bergh, 1875